# Oncocnemis mysterica
Oncocnemis mysterica là một loài bướm đêm trong họ Noctuidae.